# معاملة المثليين في جمهورية الدومينيكان
قد يواجه الأشخاص من المثليين والمثليات ومزدوجي التوجه الجنسي والمتحولين جنسياً (اختصاراً: LGBT) في جمهورية الدومينيكان تحديات قانونية لا يواجهها غيرهم من المغايرين جنسيا. في حين أن القانون الجنائي الدومينيكي لا يجرم صراحة المثلية الجنسية أو ارتداء الملابس المغايرة، فإنه لا يعالج التمييز أو المضايقة بسبب التوجه الجنسي أو الهوية الجندرية، كما أنه لا يعترف قانونيا بالعلاقات المثلية بأي شكل من الأشكال، سواء أكان زواجًا أو شراكات. لكن المنازل التي يعيش فيها الشركاء المثليون غير مؤهلة للحصول على نفس الحماية القانونية المتاحة للأزواج المغايرين، حيث أن زواج المثليين محظور دستوريًا في البلاد.
ينتمي غالبية سكان جمهورية الدومينيكان إلى الكنيسة الكاثوليكية. على هذا النحو، تميل المواقف تجاه أفراد مجتمع المثليين إلى عكس الأعراف الكاثوليكية السائدة. ومع ذلك، فقد اكتسب الأشخاص المثليون والمثليات ومزدوجو التوجه الجنسي والمتحولون جنسيا مزيدًا من الوضوح والقبول في السنوات الأخيرة، تمشيا مع الاتجاهات العالمية. كان الدعم لزواج المثليين 25% وفقا لاستطلاع للرأي 2013/2014، ولكن ذلك نما إلى 45% بحلول عام 2018. بالإضافة إلى ذلك، فإن جمهورية الدومينيكان ملزمة قانونيا بقرار محكمة الدول الأمريكية لحقوق الإنسان في يناير 2018، الذي حكم أن زواج المثليين والاعتراف بالهوية الجنسية للفرد في الوثائق الرسمية هما من حقوق الإنسان التي تحميها الاتفاقية الأمريكية لحقوق الإنسان.

## قانونية النشاط الجنسي المثلي

القوانين المتعلقة بالمثلية الجنسية في أمريكا الوسطى وجزر الكاريبي.
زواج المثليين
توفر شكل آخر من أشكال الاعتراف القانوني
شراكة غير مسجلة
الاعتراف بزواج المثليين المنعقد في الخارج
لا اعتراف قانوني بالعلاقات المثلية
حظر دستوري على زواج المثليين، عبر تقييد تعريف الزواج في الدستور إلى اتحاد بين رجل وامرأءة فقط
المثلية الجنسية غير قانونية، لكن القانون لايتم تطبيقه
المثلية الجنسية غير قانونية للرجال فقط
المثلية الجنسية غير قانونية للرجال والنساء

يعتبر النشاط الجنسي بين البالغين المثليين المتوافقين في الأماكن الخاصة قانونيًا في جمهورية الدومينيكان منذ عام 1822. يتم تحديد سن الرضا بالتساوي في سن 18 عامًا. ومع ذلك يخضع أفراد الشرطة والجيش لمعايير قانونية مختلفة. وقانون الشرطة الوطنية لعام 1954 {{إسبانية|Ley Institucional de la Policía Nacional, No. 96-04) يمنع رجال الشرطة من الانخراط في النشاط الجنسي مع شخص من نفس الجنس ويوجد حظرا مماثل لأفراد الجيش.
في السابق، كان القانون الجنائي يجرم أي فعل يعتبر انتهاكًا لـ «العرف والسلوك الجيد» في الأماكن العامة، ويفرض غرامات وقد تصل إلى عامين. استخدم هذا القانون في بعض الأحيان من قبل ضباط الشرطة لمضايقة أو تغريم أو سجن الشركاء المثليين الذين يشاركون في مظاهر المودة العامة. تم إلغاء هذا في عام 1997 من خلال تعديل القانون الجنائي.

## الاعتراف القانوني بالعلاقات المثلية
لا يعترف قانون الأسرة في جمهورية الدومينيكان بأي وضع قانوني بين الشركاء المثليين، ولا الزواج ولا أي علاقة شبيهة بالزواج مثل الشراكات المدنية أو الشراكات المنزلية. تم تعديل الدستور في عام 2010 ليصبح نصه في المادة 55: «تقوم الدولة بتعزيز وحماية تنظيم الأسرة القائم على أساس الزواج بين الرجل والمرأة» ، كجزء من سلسلة من التغييرات التي حظرت الإجهاض، وتم تجريد الأطفال من مواطنيها الأصليين المولودين من المهاجرين غير الشرعيين من جنسيتهم، وسمح بالملكية الخاصة للشواطئ.

### حكم محكمة الدول الأمريكية لحقوق الإنسان	في عام 2018
في يناير 2018، قضت محكمة الدول الأمريكية لحقوق الإنسان بأن الاتفاقية الأمريكية لحقوق الإنسان تقضي وتطلب الاعتراف بزواج المثليين. كان الحكم ملزماً بالكامل لكوستاريكا ويضع سابقة ملزمة لبلدان أمريكا اللاتينية ومنطقة البحر الكاريبي الأخرى بما في ذلك جمهورية الدومينيكان.
أعلن العديد من الخبراء القانونيين الدومينيكان منذ ذلك الحين أنه يتعين على جمهورية الدومينيكان تشريع زواج المثليين وتنفيذ حكم محكمة الدول الأمريكية لحقوق الإنسان في القريب العاجل.

## الحماية من التمييز
في جمهورية الدومينيكان، هناك القليل من الصكوك القانونية في بعض المناطق المحددة التي تحمي مجتمع المثليين من التمييز. منذ عام 2000، يحظر القانون العام للشباب (القانون 49/2000) (بالإسبانية: Ley General de Juventud No. 49-2000)‏ التمييز على أساس التوجه الجنسي. تنص المادة 11 من قانون الإجراءات الجنائية، والتي دخلت حيز التنفيذ منذ عام 2007، على أن القضاة والمدعين العامين يجب أن يأخذوا في الاعتبار الظروف الخاصة لكل شخص متورط في كل حالة، لكن لا يمكنهم أن يستندوا في قراراتهم إلى توجههم الجنسي فقط. منذ عام 2011، يحظر قانون 135/2011 بشأن فيروس نقص المناعة البشرية/الإيدز (بالإسبانية: Ley de VIH / SIDA No. 135-11)‏ التمييز على أساس التوجه الجنسي والهوية الجندرية.
لا يعتبر التمييز بسبب التوجه الجنسي أو الهوية الجندرية غير قانوني في مجالات مثل التوظيف والتعليم والسكن والرعاية الصحية والخدمات المصرفية والنقل والخدمات الحكومية والإقامة العامة. نتيجة لذلك، يشعر الكثير من مجتمع المثليين بالحاجة إلى عدم الكشف عن توجههم الجنسية أو هويتهم الجندرية وتعتبر تقارير التمييز ضد المثليين شائعة جدًا.

### جرائم الكراهية
كان المثليون جنسيا في جمهورية الدومينيكان هدفا للعنف في بعض الأحيان. من عام 2006 إلى عام 2009، أفادت مصادر رسمية بقتل ما لا يقل عن 14 من العاهرات المتحولات جنسيا. كما تم الإبلاغ عن جرائم ذات دوافع متحيزة ضد أشخاص من مجتمع المثليين من الطبقات الوسطى والعليا، بما في ذلك منتج التلفزيون ميكي بريتون وكلوديو ناسكو. ومن الشخصيات البارزة الأخرى التي استهدفها مثل هذا العنف المخرج السينمائي جان لويس خورخي والصحافي فيكتور جولياس والدكتور خيسوس دياز المنزار وويليام كورديرو. في عام 2014، تم العثور على فان تيسلي ، وهو محام أمريكي وناشط مثلي الجنس، مقتولاً في شقته في سانتو دومينغو.
كان من المتوقع أن يدخل قانون العقوبات الجديد الذي يتضمن أحكامًا تحظر جرائم الكراهية على أساس التوجه الجنسي حيز التنفيذ في ديسمبر 2015، لكن اعتبرته المحكمة الدستورية غير دستوري قبل فترة وجيزة من دخوله حيظ التنفيذ لأن أقسامها المتعلقة بالإجهاض «ابتليت بمخالفات وانتهاكات». في عام 2016، وافق مجلس الشيوخ و مجلس النواب على تعديلات على النسخة الأولية من خلال تجريم الإجهاض بشكل كامل. كانت جرائم الكراهية القائمة على التوجه الجنسي ستظل محظورة بموجب هذا الإصدار. ومع ذلك، اعترض الرئيس دانيلو ميدينا اعترض عليه في ديسمبر 2016، مطالبا النواب بتشريع الإجهاض في حالات الاغتصاب وزنا المحارم وإنقاذ حياة الأم. تم تقديم مسودة قانون جديدة في أغسطس 2017 من قبل نائبين، تاركة جميع الأجزاء فيما يتعلق بالإجهاض. وذكر النائبان أنه ينبغي تنظيم الإجهاض في قانون منفصل، واشتكيا من أن هذه القضية قد أخرت سن تدابير هامة أخرى.
إذا تمت الموافقة عليه، سينص قانون العقوبات على عقوبات تتراوح بين 30 إلى 60 عامًا على جرائم الكراهية. بالإضافة إلى ذلك، يمكن الحكم على من يتسببون في التعذيب والمعاملة القاسية واللاإنسانية والمهينة لأي شخص بسبب توجهه الجنسي بالسجن لمدة تتراوح بين 30 و 40 سنة.

### الحصول على خدمات الرعاية الصحية
لمواطني الجمهورية الدومينيكية الحق الدستوري في الحصول على خدمات الرعاية الصحية. ركزت برامج الرعاية الصحية لمجتمع المثليين في جمهورية الدومينيكان بشكل عام على التثقيف بشأن فيروس نقص المناعة البشرية/الإيدز، والتي تديرها في كثير من الأحيان منظمات غير حكومية.

## الهوية الجندرية والتعبير عنها
لا يُسمح للأشخاص المتحولين جنسياً في جمهورية الدومينيكان بتغيير جنسهم القانوني واسمهم لتعكس هويتهم الجنسية.
في يونيو 2018، أصدر الرئيس دانيلو ميدينا قرارًا تنفيذيًا بمنح 35 من المتحولين جنسياً من سكان جمهورية الدومينيكان إمكانية تغيير اسمهم القانوني بحيث يطابق هويتهم الجنسية. كانت الصحفية التلفزيونية ميا سيبيدا واحدة من 35 فرداً وتمكنت لاحقًا من تغيير اسمها لتعكس حالتها كونها من المتحولين جنسياً.

### ظروف الحياة
تتمتع الأعراف المحافظة اجتماعيًا في الكنيسة الكاثوليكية والطوائف البروتستانتية الإنجيلية بنفوذ كبير في كل من السياسة العامة والمواقف السائدة المحيطة بحقوق المثليين. تشير التقارير الأخيرة إلى أن مظاهر مجتمع المثليين المرئي والنشط سياسياً غالبًا ما تكون أهدافًا لقمع الحكومة، وغالبًا ما يتم ذلك بدعم من الزعماء الدينيين.
في صيف عام 2006، تم إغلاق العديد من النوادي وحانات المثليين في سانتو دومينغو كجزء من برنامج لمضايقات الشرطة.
في عام 2012، داهمت عناصر من قسم الشرطة في مسيرة فخر المثليين في سانتو دومينغو وألقوا القبض على أفراد مشاركين في المسيرة على أساس أن المتظاهرين كانوا يستخدمون بشكل غير صحيح علم جمهورية الدومينيكان.
نظرًا لغالبية السكان الذين لديهم آراء محافظة، بما في ذلك معارضة المثلية الجنسية، فإن الأحزاب السياسية الرئيسية في جمهورية الدومينيكان لم تعبر عن دعم شعبي كبير لتشريع حقوق المثليين.
كان السفير الأمريكي السابق والي بروستر (2013-2017) سفيرا مثلي الجنس علنا ونشطًا في دعم فعاليات مجتمع المثليين في جمهورية الدومينيكان، حيث كان يجتمع بانتظام مع مجموعات حقوق المثليين ويظهر علنًا في وسائل الإعلام والمدارس الدومينيكية مع زوجه. كان بروستر غالبًا هدفًا لإهانات الزعماء الدينيين وبعض السياسيين بسبب توجهه الجنسي. بدأت المجموعات الإنجيلية التماسًا غير ناجح يطلب من الحكومة طرده من البلاد، ودعت بروستر إلى «العودة إلى المنزل وطهي الطعام لأنه متزوج من رجل».
خلال مؤتمر حول المثليين في أبريل 2017 في سانتو دومينغو، قالت وزيرة شؤون المرأة جانيت كاميلو، متحدثة باسم حكومة جمهورية الدومينيكان، «يجب أن يكون الجميع متساوين بموجب القانون وفي المجتمع» وأن الحكومة «تبذل كل ما في وسعها ل بناء والكفاح من أجل المساواة، من أجل مجتمع شامل للجميع». حضر المؤتمر نشطاء من المثليين من مختلف أنحاء أمريكا اللاتينية، بما في ذلك روزميت مانتيلا، عضو حزب «الإرادة العامة» المعارض الفنزويلي.

### الدعارة
أصبحت الدعارة ضرورة قاسية لبعض أفراد مجتمع المثليين، الذين يجدون صعوبة في كسب رزقهم في القطاع الاقتصادي الرسمي بسبب المستويات العالية من التمييز والمضايقة التي يواجهها مجتمع المثليين عادة. غالباً ما يحيط الفقر وإدمان المخدرات والعنف الرجال والمتحولين جنسياً الذين يصبحون عاهرات.

### المنظمات غير الحكومية
- «أصدقاء دوما أصدقاء» (بالإسبانية: Amigos Siempre Amigos)‏ هي منظمة غير حكومية في جمهورية الدومينيكان تعالج الشواغل الصحية بين مجتمع المثليين.[32]
- «متحولون أصدقاء دوما» (بالإسبانية: Trans Siempre Amigas)‏ هي منظمة أخرى مقرها في جمهورية الدومينيكان تعمل على تعزيز الاحترام والعدالة والتسامح مع مجتمع المتحولين جنسياً.[33]
- «تنوع الدومينيكان» (بالإسبانية: Diversidad Dominicana)‏ هي منظمة نشطة تدعم حقوق المثليين.[34]

## الرأي العام
وفقًا لاستطلاع أجراه مركز بيو للأبحاث في الفترة ما بين 2 نوفمبر 2013 و 2 فبراير 2014 ، أيد 25% من المجيبين زواج المثليين وعارضه 72% منهم.
وفقًا لاستطلاع أجرته المؤسسة الدولية للمثليين والمثليات ومزدوجي التوجه الجنسي والمتحولين جنسيا وثنائيي الجنس عام 2017، وافق 64% من سكان جمهورية الدومينيكان على أن المثليين والمثليات ومزدوجي التوجه الجنسي يجب أن يتمتعوا بنفس الحقوق التي يتمتع بها الأشخاص المغايرون، في حين لم يوافق 22% على ذلك. بالإضافة إلى ذلك، وافق 65% على أنه ينبغي حمايتهم من التمييز في مكان العمل. واكن، قال 20% من سكان جمهورية الدومينيكان، إنه يجب توجيه الاتهام إلى الأشخاص الذين تربطهم علاقات جنسية مثلية كمجرمين، بينما عارض 61% ذلك. أما بالنسبة للمتحولين جنسياً، فقد وافق 67% على أنه يجب أن يتمتعوا بنفس الحقوق، و 65% يعتقدون أنه يجب حمايتهم من التمييز في العمل، بينما رأى 45% أنه ينبغي السماح لهم بتغيير جنسهم القانوني.
أظهر مقياس الأمريكتين لعام 2017 أن 27% من سكان جمهورية الدومينيكان يؤيدون زواج المثليين.
وجد استطلاع للرأي أجري في شباط/فبراير 2018 شمل أكثر من 300,000 شخص أجرته سس دي أن 37 أن 55% من المشاركين عارضوا زواج المثليين، بينما أيده 45% منهم.

## ملخص
| قانونية النشاط الجنسي المثلي                                                             | (قانوني منذ عام 1822)     |
| المساواة في السن القانوني للنشاط الجنسي                                                  | Yes                       |
| قوانين مكافحة التمييز في التوظيف                                                         | No                        |
| قوانين مكافحة التمييز في توفير السلع والخدمات                                            | No                        |
| قوانين مكافحة التمييز في جميع المجالات الأخرى (تتضمن التمييز غير المباشر، خطاب الكراهية) | No                        |
| قوانين جرائم الكراهية تشنل التوجه الجنسي                                                 | (في الانتظار)             |
| قوانين مكافحة أشكال التمييز المعنية بالهوية الجندرية                                     | No                        |
| زواج المثليين                                                                            | (حظر دستوري منذ عام 2010) |
| الاعتراف القانوني بالعلاقات المثلية                                                      | No                        |
| السماح بالتبني للشخص العازب بغض النظر عن التوجه الجنسي                                   | No                        |
| تبني أحد الشريكين للطفل البيولوجي للشريك الآخر                                           | No                        |
| التبني المشترك للأزواج المثليين                                                          | No                        |
| يسمح للمثليين والمثليات الخدمة علناً في القوات المسلحة                                    | No                        |
| الحق بتغيير الجنس القانوني                                                               | No                        |
| علاج التحويل محظور على القاصرين                                                          | No                        |
| الحصول على أطفال أنابيب للمثليات                                                         | No                        |
| الأمومة التلقائية للطفل بعد الولادة                                                      | No                        |
| تأجير الأرحام التجاري للأزواج المثليين من الذكور                                         | No                        |
| السماح للرجال الذين مارسوا الجنس الشرجي التبرع بالدم                                     | No                        |